# Isolino Virginia
L'Isolino Virginia è una piccola isola del lago di Varese.

## Geografia
Quella che apparentemente sembrerebbe una formazione naturale emersa da un lago di origine glaciale, è in realtà il risultato della sedimentazione dei detriti accumulatisi nei millenni, a seguito di un insediamento umano che sceglie la palafitta sul lago per un duplice scopo: sfruttare un habitat favorevole alla pesca e sottrarsi alle insidie di animali predatori e di tribù rivali.
All'Isolino, in base ai risultati ottenuti dallo studio della stratigrafia effettuato dall'archeologo Mario Bertolone, l'insediamento umano è già rilevabile intorno alla seconda metà del V millennio a.C., in pieno Neolitico, che peraltro inizia anche in diverse altre parti d'Italia almeno tre millenni prima. Le tracce più antiche testimonianti la frequentazione umana nel Varesotto risalgono al Paleolitico superiore.
Con l'avvento del Neolitico la vita dell'uomo si concentra soprattutto lungo le sponde occidentali e sud-occidentali del Lago di Varese, attorno ai laghetti che riempiono la conca ai piedi delle Prealpi varesine e che un tempo avevano bacini più ampi, alimentati da fiumi dal corso irregolare, con vaste zone acquitrinose.

## Flora e fauna
La piccola isola presenta un habitat lacustre, con una vegetazione ricca di ninfee e frequentata da varia fauna avicola di passo, come l'airone e il germano reale.

## Storia recente
Chiamata originariamente Isola di San Biagio e successivamente Isola di Donna Camilla Litta, essa venne ribattezzata a fine Ottocento per volere del suo ultimo proprietario, l'industriale gallaratese Andrea Ponti, con il nome attuale di Isolino Virginia in onore della moglie, Virginia Pigna.
Fra 1876 e 1884 vennero effettuati a più riprese indagini e scavi archeologici patrocinati dallo stesso Ponti. Vennero così trovati resti materiali di una civiltà palafitticola.
I reperti riportati alla luce sono ora conservati in parte nel museo collocato sull'isola ed in parte presso il Museo civico archeologico di Villa Mirabello a Varese, dato che la collezione archeologica di proprietà di Andrea Ponti venne donata dai suoi eredi nel 1962 al comune di Varese.
Dopo l'acquisizione da parte del comune di Varese nel 1962, il trasporto dei turisti all'Isolino è stato garantito da Biandronno, comune lacustre sulla sponda ovest del lago, prima da un servizio privato di barche e in seguito da una società di navigazione. Dal 2017 un analogo servizio viene espletato da e per la Schiranna di Varese.
Dal 2011 rientra tra i "Siti palafitticoli preistorici dell'arco alpino" protetti dall'UNESCO.